# Sternostylus meridionalis
Sternostylus meridionalis is een tienpotigensoort uit de familie van de Sternostylidae. De wetenschappelijke naam van de soort werd voor het eerst geldig gepubliceerd in 2004 door de Melo-Filho en de Melo als Gastroptychus meridionalis.